# Sénye
Sénye est un village et une commune du comitat de Zala en Hongrie.

## Géographie
Sénye est un village cul-de-sac situé au fond d'un vallon, près de la vallée de la rivière Zala.

## Lieux d'intérêt
Sénye possède un clocher comme celui d'une église, mais sans église (en hongrois: harangláb). 
Non loin de ce clocher, une zone de fitness urbain a été construite, avec l'aide des fonds de développement de l'Union Européenne, ce qui est inhabituel pour un village de cette taille.
Kemence Kápolna (chapelle-fourneau), une chapelle à l'architecture insolite située sur les hauteurs au sud du village.

## Transports
Le village n'est desservi par bus que 2 fois par jour dans chaque sens, par les lignes entre Zalaszentgrót et Keszthely.

Le village n'est accessible que par une seule route, à la sortie de Zalaszentlászló. En 2021, la route reliant Sénye à Vindornyaszőlős, bien qu'indiquée sur les cartes, n'est pas praticable en véhicule, et difficilement à vélo.